# Contea di Anlong
La contea di Anlong (安龙县S, Ānlóng XiànP) è una contea della Cina, situata nella provincia del Guizhou e amministrata dalla prefettura autonoma buyei e miao di Qianxinan.